# 영천 선원동 철조여래좌상
영천 선원동 철조여래좌상(永川 仙源洞 鐵造如來坐像)은 대한민국 경상북도 영천시 임고면 선원리 선정사에 있는 고려시대의 철조 여래 좌상이다. 1969년 7월 30일 대한민국의 보물 제513호로 지정되어 있다.
이 불상은 현재 두 손이 없어지고 불신만 남아 있지만 주조 후에 땜질한 흔적이 곳곳에 있을 뿐 그 외에는 완전한 철불상의 모습을 하고 있다. 높직한 육계에 중앙계주가 뚜렷한 나발의 머리 모양, 얼굴 면적에 비해 눈꼬리가 올라간 눈, 작은 코와 입, 짧고 융기된 인중을 나타낸 굳은 얼굴 표정은 이 시대의 특징을 잘 말해 주고 있다. 넓은 어깨, 발달된 가슴, 잘룩한 허리 등 몸의 굴곡이 표현된 건장한 신체로 앞 시대의 불상양식을 따르고 있으나, 가늘어진 팔, 양감이 줄어든 다리는 다소 어색한 느낌을 준다. 안정된 신체에, 얇은 우견편단의 법의가 간력한 옷주름을 형성하여 몸에 밀착되어 흐르고 있다. 고려 전기의 양식을 대변해 주고 있는 우수한 철불상으로 주목받고 있다.

## 개요
통일신라 후기부터 고려시대에 걸쳐 철로 만든 불상이 유행하게 되는데, 영천 선원동 철조여래좌상(永川 仙源洞 鐵造如來坐像)은 안정감 있는 신체 비례와 양감 있는 체구 등에서 통일신라시대 불상양식을 계승하고 있는 고려 초기 불상 모습을 보여주고 있다.
머리 위에는 상투 모양의 머리(육계)가 있고 이마 위쪽으로는 고려시대 불상에서 자주 나타나는 반달 모양을 분명하게 표현하였다. 얼굴은 둥근 편으로 치켜올라간 눈썹, 긴 눈꼬리, 짧은 인중, 꼭 다문 입 등에서 근엄한 인상을 풍기고 있다. 오른쪽 어깨를 드러내고 왼쪽 어깨에만 걸쳐 입은 옷은 매우 얇게 표현하여 신체의 윤곽을 남김없이 드러낸다. 간략한 옷주름은 국립중앙박물관 소장의 《철조비로자나불좌상》이나 《단호사 철불좌상》(보물 제512호)처럼 완전히 기하학적이고 도식적인 모습은 아니어서 고려시대 철불좌상의 양식 전개과정을 확인할 수 있다.
머리에 표현된 반달 모양, 다소 경직된 얼굴 표현, 간략해진 신체 표현 등에서 고려 초기 불상양식을 대변하고 있는 우수한 철불상으로 주목된다.